# 沃爾夫岡·施奈德漢
沃爾夫岡·愛德華·施奈德漢（德語：Wolfgang Eduard Schneiderhan；1915年5月28日—2002年5月18日），奧地利小提琴家。

## 生平
施奈德漢生於維也納，他曾短暫地與奧塔卡·舍夫契克習琴，但主要的學習對象仍是尤利烏斯·溫克勒（Julius Winkler）。10歲時，施奈德漢已能公開演奏巴赫D小調夏康舞曲。翌年，他在哥本哈根完成了職業初登場，演奏的曲目則是门德尔松小提琴协奏曲。
1933至1937年間，施奈德漢擔任维也纳交响乐团的樂團首席，1937年起轉任维也纳爱乐乐团首席，迄1951年止，之後則以獨奏家的身分繼續音樂活動。
1992年，領銜設立國際克萊斯勒大賽，旨在獎勵年輕音樂家的演奏與發展。
施奈德漢在室內樂領域亦有所建樹，他曾組建一支弦樂四重奏團，這支團體一直活動到51年止。此外在格奧爾格·庫倫坎普夫過世後，施奈德漢遞補了他的位置，重建原先由艾德溫·費雪、恩里科·梅納迪所組成的三重奏。
演奏之外，施奈德漢亦是一位教師，他在薩爾茨堡、維也納與卢塞恩皆有教職。1959年，施奈德漢和魯道夫·包加納共同創建了「盧塞恩節慶弦樂團」（Festival Strings Lucerne）。
2002年，施奈德漢於維也納逝世，享年86歲。

## 作品節選

### 商業錄音
施奈德漢重要的錄音包括與卡爾·希曼合作的莫扎特全本小提琴與鋼琴奏鳴曲，以及與威廉·肯普夫合作的貝多芬全本小提琴與鋼琴奏鳴曲。
- Seemann, Carl.  (CD). Deutsche Grammophon. Barcode 028947790556.

## 軼事
- 1947年，爱德华·埃尔加的小提琴協奏曲（英语：Violin Concerto (Elgar)）在維也納初次演出，施奈德漢擔任是次演出的獨奏。
- 1959年，施奈德漢與盧塞恩節慶弦樂團首演了卡尔·阿玛德乌斯·哈特曼《葬禮協奏曲（英语：Concerto funebre）》的修訂版本。

## 個人生活
施奈德漢與女高音伊姆加德·席芙瑞德於1948年成婚，他們育有三女。
施奈德漢的姪子沃爾夫岡·施奈德漢（1946年生）是德軍的高階將領。

## 外部連結
- 沃爾夫岡·施奈德漢的Discogs页面（英文）